# Dwergvrouwenmantel
Dwergvrouwenmantel (Alchemilla erythropoda) is een kleine soort vrouwenmantel, een geslacht uit de rozenfamilie (Rosaceae). De soort groeit in pollen, en wordt tot 30 cm hoog. Het blad is kort behaard. De bloemen zijn groenachtig geel; de plant bloeit van het einde van het voorjaar tot het einde van de zomer. De plant komt van oorsprong uit de westelijke Karpaten en de Kaukasus.
... · 
A. erythropoda (Dwergvrouwenmantel) · 
A. filicaulis (Fijnstengelige vrouwenmantel) · 
A. glabra (Kale vrouwenmantel) · 
A. micans (Slanke vrouwenmantel) · 
A. mollis (Fraaie vrouwenmantel) · 
A. monticola (Bergvrouwenmantel) · 
A. subcrenata (Geplooide vrouwenmantel) · 
A. vulgaris (Spitslobbige vrouwenmantel) · 
A. xanthochlora (Geelgroene vrouwenmantel) · 
...